# Expo 2005

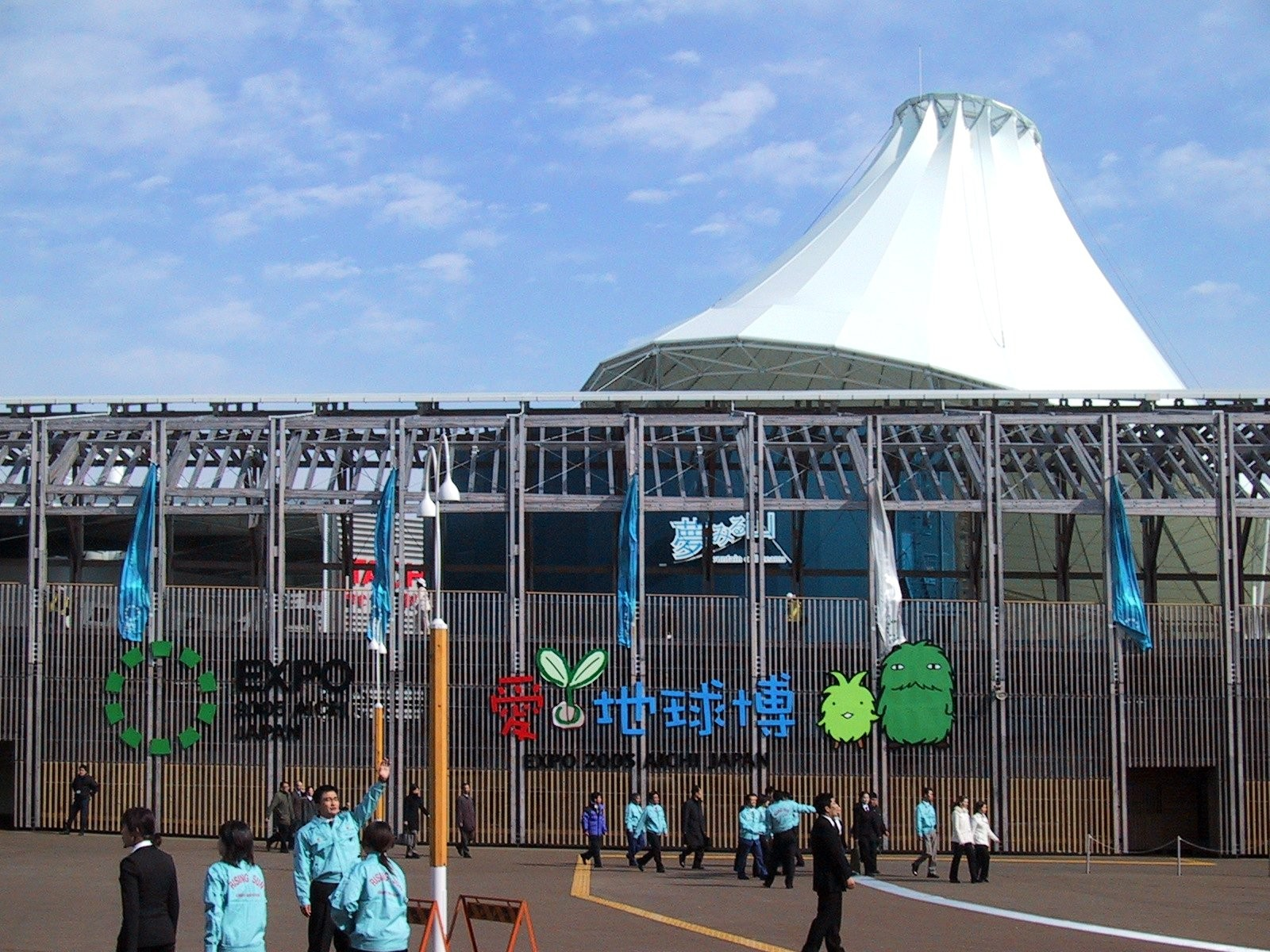
Expo 2005

A Expo 2005 foi a Exposição Universal que ocorreu na pronvíncia japonesa de Aichi de 25 de março a 25 de setembro de 2005. O nome da expo em japonês é 愛 地球博 (ai chikyuu haku), um jogo de palavras que quer dizer "Exposição de amor a Terra", lembrando o nome da província de Aichi.

## Países

### Portugal
Portugal foi o primeiro país ocidental a entrar em contacto com o Japão.
O tema adoptado para esta Exposição por Portugal foi "Natureza e História: Portugal onde a Terra acaba e começa o Oceano começa".
A exposição do Pavilhão estava dividida em três secções.
O Pavilhão português mostrou a História do país, a sua gastronomia, as relações de Portugal com o Extremo Oriente e, de acordo com o tema principal da Exposição, os mais recentes projetos de desenvolvimento de recursos naturais e de cooperação internacional.
O Pavilhão era constituído, ainda, por uma loja onde era possível comprar produtos e artesanato português.
O Dia Nacional de Portugal foi a 24 de maio.

### Angola
O destaque de Angola nesta exposição mundial foi para as esculturas em madeiras nobres e a música no que diz respeito à cultura, e no âmbito económico os petróleos, os diamante e as rochas ornamentais tiveram espaços explicativos.

### Brasil
Apesar de uma das maiores comunidades brasileiras no Japão estar em Aichi, o Brasil não participou oficialmente na Expo 2005.